# Pagurus samuelis
Espèce
Synonymes
- Eupagurus samuelis Stimpson, 1857[1]

Pagurus samuelis est une espèce de bernard-l'ermite vivant sur la côte ouest de l'Amérique du Nord, et la plus abondant des bernards-l'ermite, en Californie. C'est une espèce de petite taille, avec des bandes bleues bien visibles sur les pattes. On le trouve le plus souvent dans la coquille de l'escargot Tegula funebralis et est un charognard nocturne.

## Descriptif
Pagurus samuelis est un petit bernard-l'ermite, pouvant atteindre une longueur totale de 40 mm et une largeur de carapace d'au maximum 19 mm. L'exosquelette a une couleur de base brun ou vert mais les antennes sont rouges et les adultes ont des bandes d'un bleu brillant près de l'extrémité des pattes. Chez les jeunes individus, les bandes peuvent être de couleur blanche. Les pattes et la carapace sont couvertes de soies et le rostre, à l'avant de la carapace, est triangulaire.

## Répartition
On le trouve depuis l'Alaska jusqu'à Punta Eugenia en Basse-Californie, au Mexique. On pensait autrefois qu'il vivait également au Japon, mais les spécimens japonais qui étaient auparavant affectés à cette espèce sont maintenant classés comme Pagurus filholi,. P. samuelis est le bernard-l'ermite le plus retrouvé dans les grandes mares résiduelles en Californie, où il est dix fois plus abondant que P. granosimanus.

## Écologie et du cycle de vie

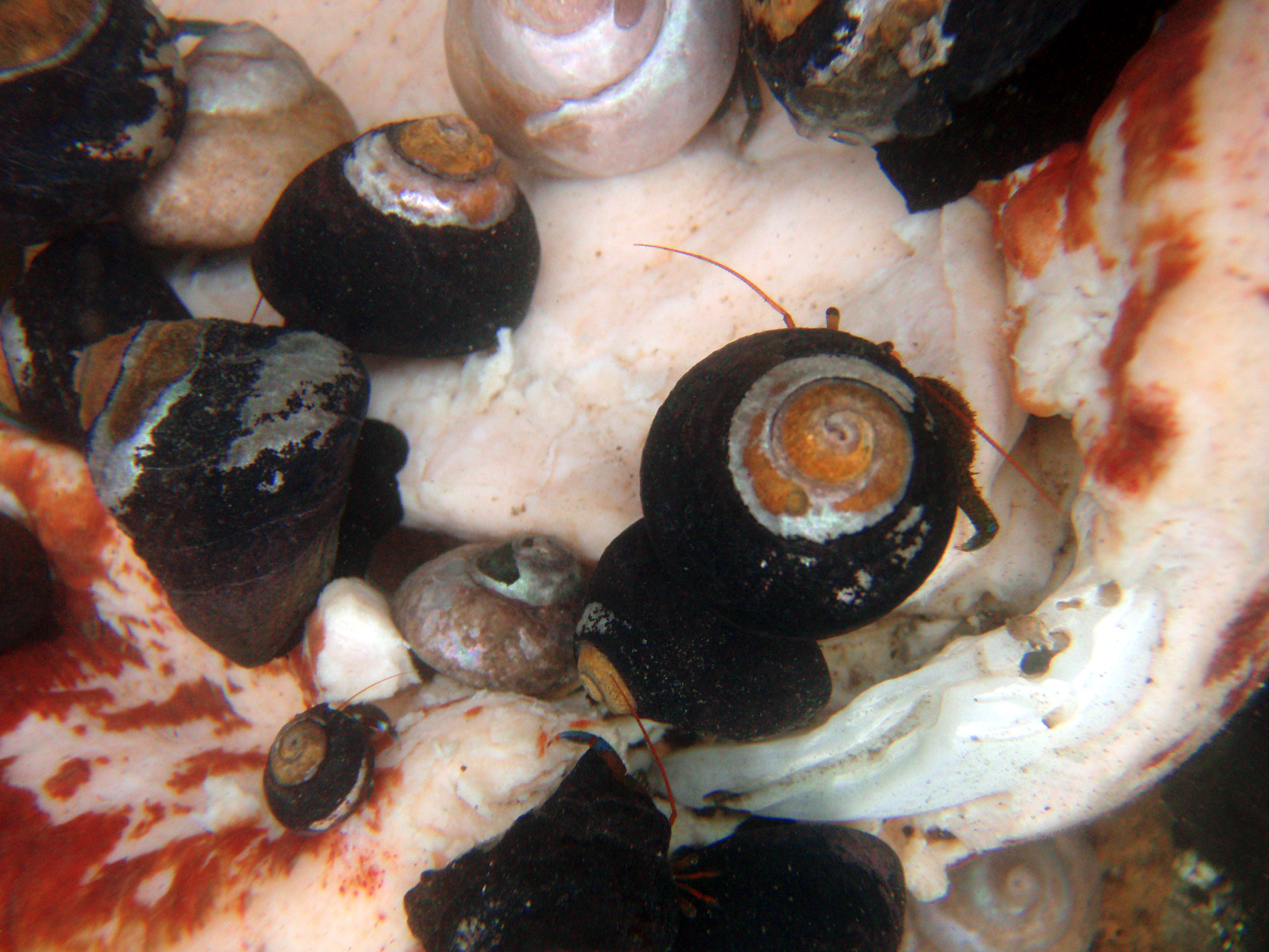
Pagurus samuelis et Tegula funebralis se nourrissant d'un Cryptochiton stelleri mort.

Il préfère utiliser la coquille de l'escargot Tegula funebralis. Il est principalement charognard nocturne, se nourrissent d'algues, en particulier du varech géant Macrocystis pyrifera et de charognes. Au laboratoire, P. samuelis peut en lui fournissant une algue Pelvetia canaliculata. Ses prédateurs comprennent des poissons comme Rhacochilus vacca, le Labre californien (Semicossyphus pulcher) et Gibbonsia elegans.
Pendant la période de reproduction, les mâles portent des femelles sur leur dos, parfois pendant plus d'une journée. Les œufs sont pondus de mai à juillet, et sont transportés sur l'abdomen de la femelle, à l'intérieur de la coquille.